# Secure Computing
Die Secure Computing Corporation war ein US-amerikanisches Unternehmen mit Sitz in San José (Kalifornien), das im Wesentlichen Softwarelösungen für die Sicherheit von IT-Systemen herstellte und vertrieb. Bekannte Produkte des Unternehmens waren Webwasher Webgateway, der URL-Filter Smartfilter sowie die Sidewinderfirewalls. Zudem war das Unternehmen maßgeblich an der Entwicklung von SELinux beteiligt.

## Geschichte
1984 wurde in Minneapolis, Minnesota durch die Honeywell Corp. die Gruppe Secure Computing Technology Center SCTC gegründet. Die Hauptaufgabe von SCTC bestand in der Programmierung eines Betriebssystems für die NASA, das als erstes Betriebssystem die Kriterien des A1-Levels der Trusted Computer System Evaluation Criteria (TCSEC) erfüllen sollte.
1989 wurde das Projekt STSC dann als Ableger in das eigenständige Unternehmen „Secure Computing Technology Corporation“ ausgegliedert. Hintergrund war der gescheiterte Versuch, STSC und die Bull S.A. in Frankreich zu verkaufen. Da das Projekt an Forschungsaufträgen der Regierung arbeitete, war ein Weiterbetrieb unter ausländischen Eigentümern nicht möglich bzw. von der Regierung nicht gewünscht. Die Regierungsorganisationen, hauptsächlich die NASA, waren auf das Fortbestehen des Projektes angewiesen. Nach einigen Jahren entfiel der Zusatz „Technology“ aus dem Namen und es blieb der Name „Secure Computing Corporation“. Im Jahr 1995 wurde Secure Computing in eine öffentlich an der NASDAQ gehandelte Aktiengesellschaft umgewandelt, die Aktien wurden unter dem Börsenkürzel SCUR gehandelt.
Der Hauptsitz des Unternehmens wurde 1998 nach San José (Kalifornien) verlegt. Nach einem Umzug im Jahr 2006 befand sich die größte Niederlassung und der technische Hauptsitz am Standort St. Paul (Minnesota). Seit 2007 war Secure Computing durch Übernahmen anderer Hersteller von Sicherheitssoftware gewachsen.
Im August 2008 verkaufte Secure Computing die komplette Technologie für Safeword an Alladin Knowledge Systems.
Am 22. September 2008 gab McAfee Inc. bekannt, Secure Computing bis Ende des Jahres 2008 zu kaufen. Diese Übernahme ist am 18. November 2008 vollzogen worden.
Bis Mitte 2010 wurde das ehemalige Unternehmen, als eigenständiger Geschäftsbereich unter dem Namen „Network Security Business Unit“ innerhalb der „McAfee Inc.“ weitergeführt. Seit Juli 2010 sind die Produkte von Secure Computing innerhalb von McAfee auf andere Geschäftsfelder aufgeteilt worden und operieren in neuen Strukturen.

## Produkte
Die Produktpalette des Unternehmens war maßgeblich auf den Gateway-Bereich ausgelegt und konzentrierte sich dabei auf die für den Netzwerk- und Internetzugang benötigten Komponenten:
- Firewalls: Sidewinder, TSP, Snapgear – Zusammengefasst im Produktbereich Secure Firewall
- Webfilter: Smartfilter, Webwasher – Zusammengefasst im Produktbereich Secure Web
- Messagingfilter: IronMail – Produktbereich Secure Mail

Darüber hinaus bot das Unternehmen seinen Kunden auch Beratungsdienstleistungen an. Eine in nahezu allen Produkten wiederzufindende Komponente ist TrustedSource. Dahinter verbirgt sich ein reputationsbasiertes Echtzeitfeedbacksystem, um ohne Zeitverzögerung gefährliche IPs, URLs, Spam-E-Mails etc. sperren zu können.

## Akquisitionen
Das Unternehmen hat während seiner Geschichte immer wieder durch Unternehmensübernahmen oder die Übernahme separater Produktlinien die Technologien anderer Unternehmen in sein Produktportfolio integriert.
- 1995–1996, Übernahme der Technologien für SafeWord Authentication und SmartFilter URL filtering
- Februar 2002, Übernahme der Gauntlet Firewall von NAI
- August 2002, Übernahme deutsche Kontroll-Liste zur Erweiterung der Web-Filterlösungen SmartFilter von Siemens
- Oktober 2003, Übernahme von N2H2, Anbieter des Bess-URL-Filters, mit einem speziell auf Schulen zugeschnittenem Produkt
- Januar 2006, Übernahme der Cyberguard Corp. und Webwasher AG (als 100%ige Tochter von Cyberguard)
- August 2006, Secure Computing übernimmt CipherTrust